# Paris–Roubaix Femmes 2024
Paris-Roubaix Femmes 2024 war die 4. Austragung dieses Straßenrennens für Frauen. Das Rennen fand am 6. April statt, einen Tag vor dem entsprechenden Rennen für Männer, und war Teil der UCI Women’s WorldTour.

## Teilnehmende Mannschaften
| UCI Women's WorldTeams (15)- Roland - Movistar Team - AG Insurance-Soudal Team - Uno-X Mobility - Liv AlUla Jayco - UAE Team ADQ - Ceratizit-WNT Pro Cycling - FDJ-Suez - Team DSM-Firmenich PostNL - Canyon-SRAM Racing - Lidl-Trek - Team Visma \| Lease a Bike - SD Worx-Protime - Fenix-Deceuninck - Human Powered Health UCI Women's Continental Teams (9)- Winspace - Team Komugi-Grand Est - Team Coop-Repsol - VolkerWessels - Arkea-B&B Hotels women - Lifeplus Wahoo - Cofidis - St Michel-Mavic-Auber93 - EF Education-Cannondale |
| |

## Streckenführung
Das Rennen wurde wie im Vorjahr in Denain gestartet und endete auf der Radrennbahn von Roubaix. Zu Beginn wurde eine 60 km lange Schleife rund um Denain zurückgelegt; diese war geringfügig länger als im Vorjahr. Die Kopfsteinsektoren des Rennens begannen bei Kilometer 66 ausgangs von Hornaing. Ab dort war der Parcours identisch zu dem der Vorjahre und auch zum Männer-Rennen. Die Gesamtlänge der Kopfstein-Sektoren wurde mit 29,2 km angegeben.
| Nr | Name                         | km vom Ziel | Länge (km) | Sterne |
| -- | ---------------------------- | ----------- | ---------- | ------ |
| 17 | Hornaing – Wandignies-Hamage | 82,5        | 3,7        | ★★★★   |
| 16 | Warlaing à Brillon           | 75,0        | 2,4        | ★★★    |
| 15 | Tilloy – Sars-et-Rosières    | 71,6        | 2,4        | ★★★★   |
| 14 | Beuvry-la-Forêt–Orchies      | 65,2        | 1,4        | ★★★    |
| 13 | Orchies                      | 60,2        | 1,7        | ★★★    |
| 12 | Auchy-lez-Orchies – Bersée   | 54,1        | 2,7        | ★★★★   |
| 11 | Mons-en-Pévèle               | 48,6        | 3,0        | ★★★★★  |
| 10 | Mérignies à Avelin           | 42,6        | 0,7        | ★★     |
| 9  | Pont-Thibaut à Ennevelin     | 39,2        | 1,4        | ★★★    |
| 8  | L'Épinette                   | 33,8        | 0,2        | ★      |
| 8  | Moulin-de-Vertain            | 33,3        | 0,5        | ★★     |
| 7  | Cysoing à Bourghelles        | 26,9        | 1,3        | ★★★    |
| 6  | Bourghelles à Wannehain      | 24,4        | 1,1        | ★★★    |
| 5  | Camphin-en-Pévèle            | 19,9        | 1,8        | ★★★★   |
| 4  | Carrefour de l’Arbre         | 17,2        | 2,1        | ★★★★★  |
| 3  | Gruson                       | 14,9        | 1,1        | ★★     |
| 2  | Willems à Hem                | 8,2         | 1,4        | ★★     |
| 1  | Espace Charles Crupelandt    | 1,4         | 0,3        | ★      |

## Rennverlauf und Ergebnis
Das Rennen fand bei trockenem und warmem Wetter statt. Das Feld kam geschlossen zum Beginn des ersten Sektors und brach dann aufgrund des hohen Tempos wiederholt in mehrere und zusehends kleinere Gruppen auseinander. In Orchies waren noch etwa 40 Fahrerinnen zusammen, auf dem Sektor von Auchy nach Bersée löste sich eine Vierergruppe bestehend aus Lotte Kopecky, Marianne Vos, Pfeiffer Georgi und Christina Schweinberger. Die Rennsituation beruhigte sich in der Folge wieder, und in Ennevelin waren wieder 30 Fahrerinnen zusammen. Nach dem Sektor von Templeuve setzte sich Jade Wiel von Feld ab und gewann bis zu 30 Sekunden Vorsprung, wurde aber bei Bourghelles wieder eingeholt. Anschließend setzten sich Ellen van Dijk und Amber Kraak ab; auf dem Sektor von Camphin beschleunigten Vos, Kopecky und Elisa Balsamo und fuhren zu ihnen auf, knapp hinter ihnen folgte Georgi.
Auf den beiden nächsten Sektoren verlor Balsamo zwischenzeitlich den Anschluss. Vos und Kopecky attackierten, neutralisierten sich aber gegenseitig. Kopecky stellte daraufhin die Mitarbeit in der Gruppe ein, so dass Balsamo und Georgi wieder zurückkamen. Aufgrund der mangelnden Zusammenarbeit in der Spitzengruppe sank deren Vorsprung gegenüber einer zweiten Gruppe, in der sich Kopeckys Mannschaftskameradin Lorena Wiebes befand. Näher als 20 Sekunden kamen die Verfolger jedoch letztlich nicht. Im Velodrom von Roubaix setzte sich Kopecky im Sprint vor Balsamo durch, Georgi belegte um Haaresbreite vor Vos den dritten Podiumsplatz. Den Sprint der zweiten Gruppe gewann Wiebes.
| \| Gesamtwertung \| Gesamtwertung \| Gesamtwertung \| Gesamtwertung \| Gesamtwertung \| \| Fahrerin \| Fahrerin \| Land \| Team \| Zeit \| \| ------------- \| ---------------------------- \| ---------------------- \| -------------------------- \| --------------- \| \| 1. \| Lotte Kopecky \| Belgien \| SD Worx-Protime \| 3 h 47 min 13 s \| \| 2. \| Elisa Balsamo \| Italien \| Lidl-Trek \| + 0 s \| \| 3. \| Pfeiffer Georgi \| Vereinigtes Königreich \| Team dsm-firmenich PostNL \| + 0 s \| \| 4. \| Marianne Vos \| Niederlande \| Team Visma \\| Lease a Bike \| + 0 s \| \| 5. \| Amber Kraak \| Niederlande \| FDJ-Suez \| + 0 s \| \| 6. \| Ellen van Dijk \| Niederlande \| Lidl-Trek \| + 6 s \| \| 7. \| Lorena Wiebes \| Niederlande \| SD Worx-Protime \| + 28 s \| \| 8. \| Victoire Berteau \| Frankreich \| Cofidis \| + 28 s \| \| 9. \| Marie Le Net \| Frankreich \| FDJ-Suez \| + 28 s \| \| 10. \| Kimberley Le Court de Billot \| Mauritius \| AG Insurance-Soudal Team \| + 28 s \| |                              |                        |                            |                 |
| |                              |                        |                            |                 |
| Quelle: ProCyclingStats |                              |                        |                            |                 |
| Gesamtwertung |                              |                        |                            |                 |
| Fahrerin | Fahrerin                     | Land                   | Team                       | Zeit            |
| 1. | Lotte Kopecky                | Belgien                | SD Worx-Protime            | 3 h 47 min 13 s |
| 2. | Elisa Balsamo                | Italien                | Lidl-Trek                  | + 0 s           |
| 3. | Pfeiffer Georgi              | Vereinigtes Königreich | Team dsm-firmenich PostNL  | + 0 s           |
| 4. | Marianne Vos                 | Niederlande            | Team Visma \| Lease a Bike | + 0 s           |
| 5. | Amber Kraak                  | Niederlande            | FDJ-Suez                   | + 0 s           |
| 6. | Ellen van Dijk               | Niederlande            | Lidl-Trek                  | + 6 s           |
| 7. | Lorena Wiebes                | Niederlande            | SD Worx-Protime            | + 28 s          |
| 8. | Victoire Berteau             | Frankreich             | Cofidis                    | + 28 s          |
| 9. | Marie Le Net                 | Frankreich             | FDJ-Suez                   | + 28 s          |
| 10. | Kimberley Le Court de Billot | Mauritius              | AG Insurance-Soudal Team   | + 28 s          |